# Foro Italico (Palermo)

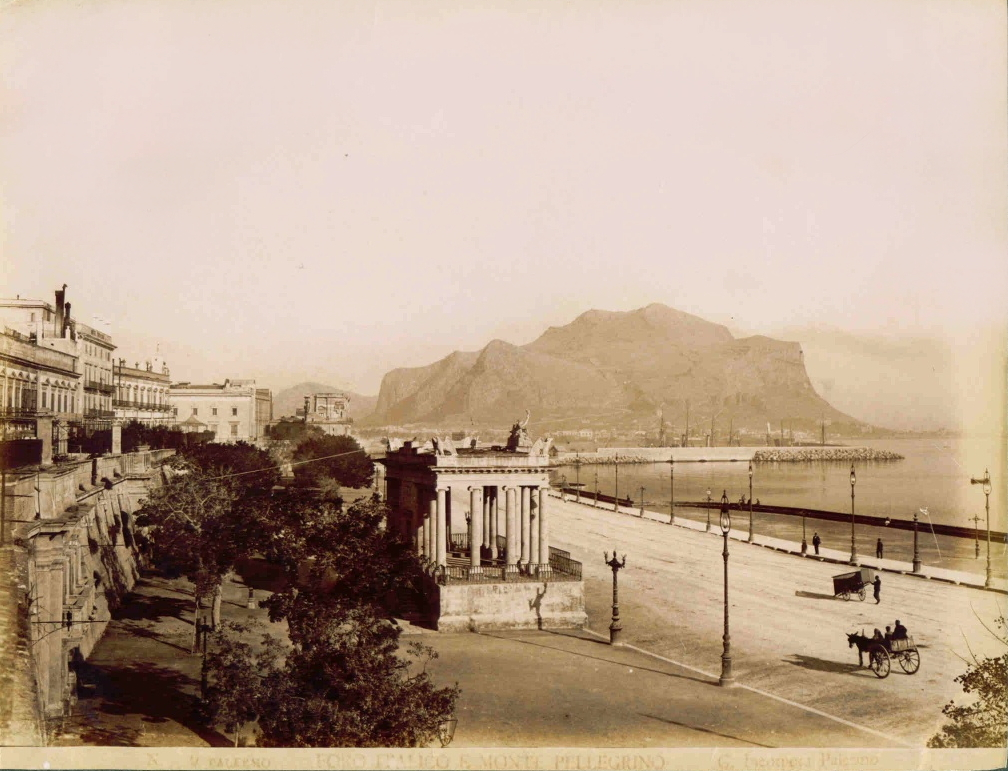
Einstige Küstenpromenade, fotografiert von Giuseppe Incorpora

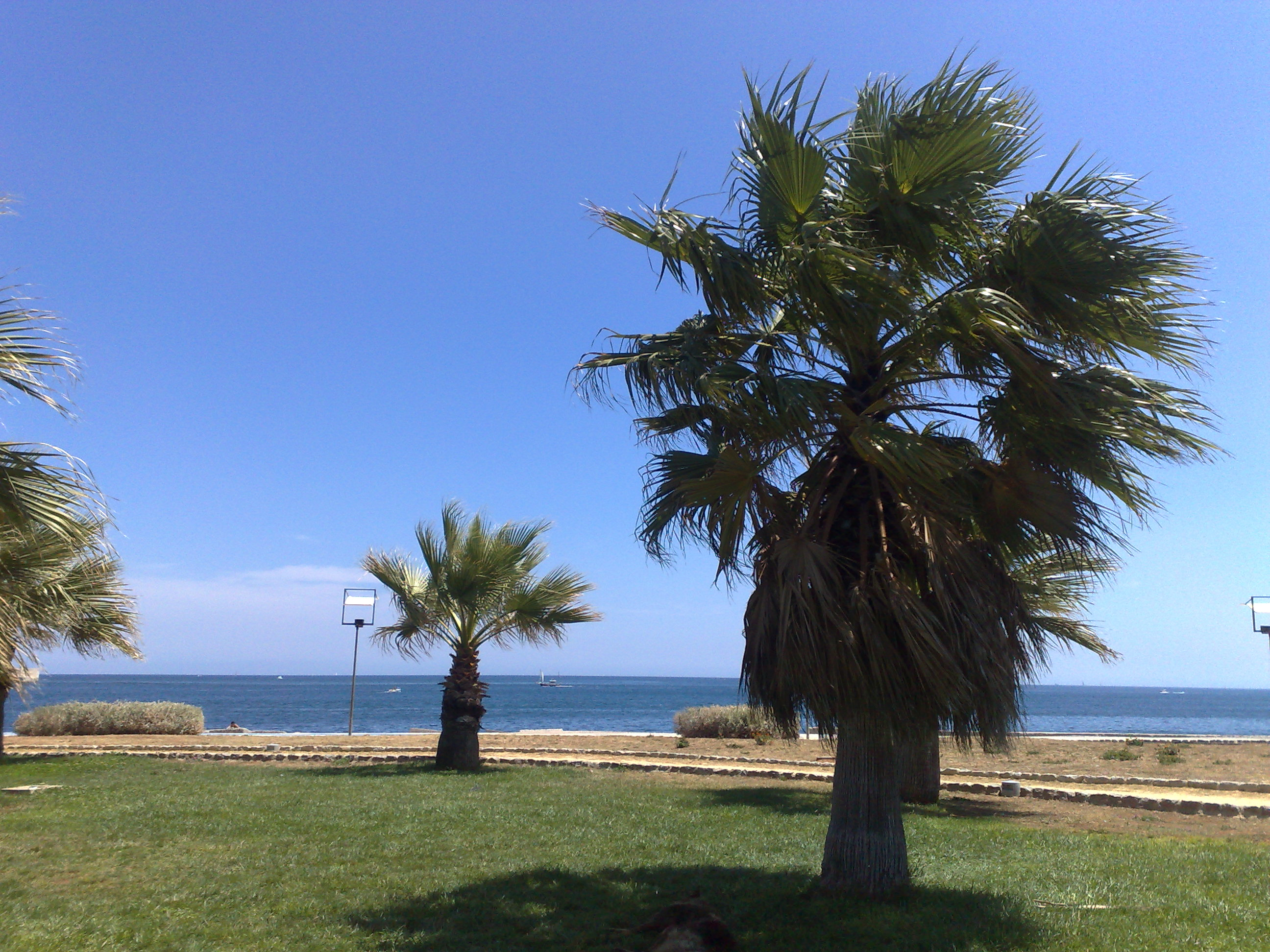
Heutige Grünanlage des Foro Italico

Das Foro Italico Umberto I in Palermo ist eine Grünanlage direkt am Meer. Sie zieht sich von der Hafenbucht La Cala aus nach Süden.

## Geschichte
Nachdem die Angriffe der Sarazenen zurückgegangen waren, betrachtete die Stadt ihren Zugang zum Meer als sicheren Ort, der auch für Erholungszwecke genutzt werden sollte. Die Panoramapromenade von Palermo wurde 1582 vom Vizekönig Marcantonio Colonna initiiert, der bereits im Vorjahr den Càssaro (den heutigen Corso Vittorio Emanuele) bis zum Hafen hatte verlängern lassen. Im selben Jahr begannen die Arbeiten am Bau der Porta Felice.
Im 18. Jahrhundert ließen die Prätoren Giovanni Sammartino di Montalbo und fünfzig Jahre später Girolamo Grifeo die Basteien, die Palermo gegen das Meer verteidigten, abreißen, was die Erweiterung der Promenade ermöglichte und dieses zum beliebten Aufenthaltsort der Bürger machte. Die Promenade wurde damals mit Statuen geschmückt, die die Bourbonenkönige Ferdinand III. (von Ignazio Marabitti), Karl II. (von Giovanni Travaglia), Philipp V. (von Giovanni Battista Ragusa) und Karl III. (von Lorenzo Marabitti) darstellten, wozu zwei Brunnen mit Wasserspielen und eine Spielstätte für Theater und Musik kamen.
Während der Herrschaft der Bourbonen erhielt die Promenade den Namen Foro Borbonico. 1861, nach der Einigung Italiens, wurde es in Foro Italico umbenannt, und 1900, nach der Ermordung König Umbertos I., erhielt als Zusatz dessen Namen.
Nach dem Zweiten Weltkrieg wurden Trümmer der Altstadt vor der Promenade im Meer entsorgt, wodurch eine neue, der bisherigen Küstenlinie vorgelagerte, aber lange Zeit unbenutzte Landfläche entstand. Zwischen den späten 1990er-Jahren und den frühen 2000er-Jahren wurde das Gebiet nach dem Projekt des Architekten Benedetto Terruso als Grünanlage hergerichtet, die in Teilen nach dem Schriftsteller Giuseppe Tomasi di Lampedusa benannt wurde.